# Apple IIGS

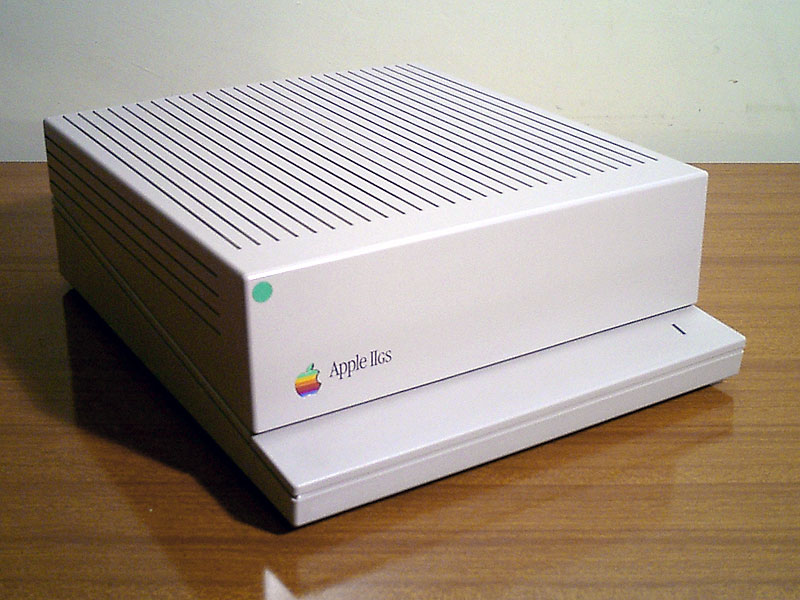

Apple IIGS to model 16-bitowego komputera produkowanego w drugiej połowie lat osiemdziesiątych przez firmę Apple. Model ten był zgodny z rodziną komputerów Apple II.

## Dane techniczne
- procesor: W65C816
- przestrzeń adresowa: 16 MB (256 stron po 64 kB)
- tryb pracy procesora zgodny z procesorem 65C02A stosowanym we wcześniejszych modelach, m.in. Apple IIc
- RAM: 256 kB (z możliwością rozbudowy do 8MB)
- ROM: 128 kB (z możliwością rozbudowy do 1 MB): zawierał procedury systemowe, przerwań, obsługi urządzeń, transmisji danych sieci AppleTalk, interpreter Applesoft Basic
- stacje dyskietek dołączane zewnętrznie:
  - 2x3,5” 800 kB
  - 2x5,25” 140 kB (zapewniające możliwość przenoszenia oprogramowania z wcześniejszych modeli serii Apple II)
- złącze RS 232
- tryby grafiki
  - zgodne z Apple IIc
    - znakowe
      - 24x40 znaków
      - 24x80 znaków

    - graficzne
      - 48 wierszy po 40 punktów 16 kolorów
      - 40 wierszy po 40 punktów + okno tekstowe na dole ekranu 4 wiersze po 40 znaków
      - 280x192 punktów 6 kolorów
      - 160x192 + okno tekstowe na dole ekranu 4 wiersze po 40 znaków
      - 562x192 punktów

  - dodatkowe tryby graficzne
    - 200x320 punktów 16 kolorów z palety 4096 kolorów
    - 200x690 punktów 9 kolorów
    - 200x640 w 16 kolorach z pewnymi ograniczeniami
- układ dźwiękowy DOC firmy Ensoniq
- klawiatura QWERTY z wydzieloną klawiaturą numeryczną

## Oprogramowanie
- system operacyjny: ProDOS 16, Apple GS/OS
- w trybie pracy zgodnym z wcześniejszymi modelami serii Apple II możliwość wykorzystania dostępnego oprogramowania.